# Ciclismo ai Giochi panamericani
Il ciclismo è uno degli sport classici dei Giochi panamericani, e gare di questo sport si disputano sin dalla prima edizione della manifestazione, nel 1951.

## Ciclismo su strada

### Corsa in linea maschile
| Edizione            | Oro                 | Argento                | Bronzo              |
| ------------------- | ------------------- | ---------------------- | ------------------- |
| Buenos Aires 1951   | Oscar Muleiro       | Oscar Pezoa            | Humberto Varisco    |
| Messico 1955        | Ramón Hoyos         | Benjamín Jiménez       | Alberto Velázquez   |
| Chicago 1959        | Ricardo Senn        | Francisco Lozano       | René Deceja         |
| San Paolo 1963      | Gregorio Carrizalez | Wilde Baridon          | Delmo Delmastro     |
| Winnipeg 1967       | Marcel Roy          | Vicente Chancay        | Heriberto Díaz      |
| Cali 1971           | John Howard         | Luis Carlos Flores     | Jaime Galeano       |
| Messico 1975        | Aldo Arencibia      | Alfonso Flores         | Carlos Cardet       |
| San Juan 1979       | Carlos Cardet       | Bernardo Colex         | Gonzalo Marín       |
| Caracas 1983        | Luis Rosendo Ramos  | Carlos Mario Jaramillo | Gustavo Parra       |
| Indianápolis 1987   | Luis Rosendo Ramos  | Marcos Mazzaron        | Enrique Campos      |
| L'Avana 1991        | Robinson Merchán    | Heriberto Rodríguez    | Wanderley Magalhães |
| Mar de Plata 1995   | Brian Walton        | Mariano Friedick       | Fred Rodriguez      |
| Winnipeg 1999       | Brian Walton        | Gordon Fraser          | Pedro Pablo Pérez   |
| Santo Domingo 2003  | Milton Wynants      | Pedro Pablo Pérez      | José Medina         |
| Río de Janeiro 2007 | Wendy Cruz          | Emile Abraham          | Luciano Pagliarini  |
| Guadalajara 2011    | Marc de Maar        | Miguel Ubeto           | Arnold Alcolea      |
| Toronto 2015        | Miguel Ubeto        | Eric Marcotte          | Guillaume Boivin    |
| Lima 2019           | Maximiliano Richeze | Ignacio Prado          | Bryan Gomez         |

### Corsa in linea femminile
| Edizione            | Oro             | Argento                | Bronzo             |
| ------------------- | --------------- | ---------------------- | ------------------ |
| Indianápolis 1987   | Rebecca Twigg   | Inge Thompson-Benedict | Sara Neil          |
| L'Avana 1991        | Jeanne Golay    | Odalys Toms            | Janice Bolland     |
| Mar de Plata 1995   | Jeanne Golay    | Clara Hughes           | Yacel Ojeda        |
| Winnipeg 1999       | Karen Dunne     | Yoanka González        | Janildes Fernandes |
| Santo Domingo 2003  | Yoanka González | Janildes Fernandes     | Yeilin Fernández   |
| Río de Janeiro 2007 | Yumari González | Belem Guerrero         | Danielys García    |
| Guadalajara 2011    | Arlenis Sierra  | Yumari González        | Yudelmis Domínguez |
| Toronto 2015        | Jasmin Glaesser | Marlies Mejias         | Allison Beveridge  |
| Lima 2019           | Arlenis Sierra  | Teniel Campbell        | Lizbeth Salazar    |

### Cronometro maschile
| Edizione            | Oro             | Argento         | Bronzo              |
| ------------------- | --------------- | --------------- | ------------------- |
| Mar de Plata 1995   | Clay Moseley    | Jesús Zárate    | Gustavo Figueredo   |
| Winnipeg 1999       | Eric Wohlberg   | Levi Leipheimer | Márcio May          |
| Santo Domingo 2003  | José Serpa      | Chris Baldwin   | Franklin Chacón     |
| Río de Janeiro 2007 | Santiago Botero | Matías Médici   | Dominique Rollin    |
| Guadalajara 2011    | Marlon Pérez    | Matías Médici   | Carlos Oyarzún      |
| Toronto 2015        | Hugo Houle      | Ignacio Prado   | Sean MacKinnon      |
| Lima 2019           | Daniel Martínez | Magno Nazaret   | José Luis Rodríguez |

### Cronometro femminile
| Edizione            | Oro               | Argento           | Bronzo             |
| ------------------- | ----------------- | ----------------- | ------------------ |
| Mar de Plata 1995   | Deirdre Demet     | Yacel Ojeda       | Clara Hughes       |
| Winnipeg 1999       | Elizabeth Emery   | Lyne Bessette     | Mari Holden        |
| Santo Domingo 2003  | Kimberly Bruckner | Clara Hughes      | Kristin Armstrong  |
| Río de Janeiro 2007 | Anne Samplonius   | Giuseppina Grassi | Clemilda Fernandes |
| Guadalajara 2011    | María Luisa Calle | Evelyn García     | Laura Brown        |
| Toronto 2015        | Kelly Catlin      | Jasmin Glaesser   | Evelyn García      |
| Lima 2019           | Chloé Dygert      | Teniel Campbell   | Laurie Jussaume    |

### Cronometro a squadre maschile
| Edición           | Oro                                                              | Argento                                                          | Bronzo                                                                  |
| ----------------- | ---------------------------------------------------------------- | ---------------------------------------------------------------- | ----------------------------------------------------------------------- |
| Winnipeg 1967     | Argentina                                                        | Messico                                                          | Colombia                                                                |
| Cali 1971         | Cuba                                                             | Colombia                                                         | Argentina                                                               |
| Messico 1975      | Messico                                                          | Cuba                                                             | Colombia                                                                |
| San Juan 1979     | Stati Uniti                                                      | Cuba                                                             | Canada                                                                  |
| Caracas 1983      | Stati Uniti                                                      | Cuba                                                             | Venezuela                                                               |
| Indianápolis 1987 | Stati Uniti                                                      | Cuba                                                             | Messico                                                                 |
| L'Avana 1991      | Colombia Asdrúbal Patiño Héctor Palacio Ruber Marín Juan Fajardo | Cuba Roberto Rodríguez Mario Pérez Eliécer Valdés Eduardo Alonso | Stati Uniti John Loehner Richard McClung David Nicholson Stephen Larsen |

### Cronometro a squadre femminile
| Edición      | Oro                                                                 | Argento                                                           | Bronzo                                                    |
| ------------ | ------------------------------------------------------------------- | ----------------------------------------------------------------- | --------------------------------------------------------- |
| L'Avana 1991 | Stati Uniti Jeanne Golay Shari Rodgers Janice Bolland Deirdre Demet | Cuba Tatiana Fernández Odalys Toms María González Enedilma Poveda | Canada Edie Fisher Clara Hughes Denise Kelly Sharon Keogh |

### Corsa a squadre maschile
| Edición           | Oro       | Argento     | Bronzo    |
| ----------------- | --------- | ----------- | --------- |
| Buenos Aires 1951 | Argentina | Messico     | Perù      |
| Messico 1955      | Colombia  | Uruguay     | Messico   |
| Chicago 1959      | Argentina | Messico     | Uruguay   |
| San Paolo 1963    | Uruguay   | Stati Uniti | Venezuela |

## Ciclismo su pista

### Velocità maschile
| Edizione            | Oro                 | Argento          | Bronzo              |
| ------------------- | ------------------- | ---------------- | ------------------- |
| Buenos Aires 1951   | Antonio Jiménez     | Carlos Martínez  | Mario Massanes      |
| Messico 1955        | Jorge Batiz         | Juan Pérez       | Cenobio Ruiz        |
| Chicago 1959        | Juan Canto          | Jack Disney      | Carlos Vasquez      |
| San Paolo 1963      | Roger Gibbon        | James Rossi      | Edgardo Molinaroli  |
| Winnipeg 1967       | Roger Gibbon        | Oscar García     | Carl Leusenkamp     |
| Cali 1971           | Leslie King         | Daniel Larreal   | Victor Limba        |
| Messico 1975        | Steve Woznick       | Octavio Dazzan   | Carl Leusenkamp     |
| San Juan 1979       | Gordon Singleton    | Jesús Pérez      | Dagoberto Pino      |
| Caracas 1983        | Nelson Vails        | Les Barczewski   | José Urquijo        |
| Indianápolis 1987   | Ken Carpenter       | Mark Gorski      | Curtis Harnett      |
| L'Avana 1991        | Richard Young       | Daniel Flores    | John González       |
| Mar de Plata 1995   | Marty Nothstein     | Marcelo Arrue    | Gil Cordovés        |
| Winnipeg 1999       | Marty Nothstein     | Christian Arrue  | Julio César Herrera |
| Santo Domingo 2003  | Barry Forde         | Leonardo Narváez | Giddeon Massie      |
| Río de Janeiro 2007 | Julio César Herrera | Ben Barczewski   | Andy Lakatosh       |
| Guadalajara 2011    | Hersony Canelón     | Fabián Puerta    | Njisane Phillip     |
| Toronto 2015        | Hugo Barrette       | Njisane Phillip  | Hersony Canelón     |
| Lima 2019           | Nicholas Paul       | Njisane Phillip  | Kevin Quintero      |

### Velocità femminile
| Edizione            | Oro                 | Argento           | Bronzo             |
| ------------------- | ------------------- | ----------------- | ------------------ |
| Indianápolis 1987   | Connie Paraskevin   | Renee Duprel      | Olga Ruyol         |
| L'Avana 1991        | Tanya Dubnicoff     | Julie Gregg       | Jessica Grieco     |
| Mar de Plata 1995   | Tanya Dubnicoff     | Connie Paraskevin | Nancy Contreras    |
| Winnipeg 1999       | Tanya Dubnicoff     | Jennie Reed       | Karelia Machado    |
| Santo Domingo 2003  | Tanya Lindenmuth    | Daniela Larreal   | Chris Witty        |
| Río de Janeiro 2007 | Diana García Orrego | Lisandra Guerra   | Arianna Herrera    |
| Guadalajara 2011    | Lisandra Guerra     | Daniela Larreal   | Diana María García |
| Toronto 2015        | Monique Sullivan    | Kate O'Brien      | Juliana Gaviria    |
| Lima 2019           | Kelsey Mitchell     | Martha Bayona     | Luz Gaxiola        |

### Velocità a squadre maschile
| Edizione            | Oro                                                           | Argento                                                  | Bronzo                                                                          |
| ------------------- | ------------------------------------------------------------- | -------------------------------------------------------- | ------------------------------------------------------------------------------- |
| Winnipeg 1999       | Stati Uniti Marcelo Arrue Johnny Barios Marty Nothstein       | Cuba Joel Gelabert Yosmani Rodríguez Julio César Herrera | Argentina Sebastián Alexandre Marcelo Ammendolia Juan José Haedo                |
| Santo Domingo 2003  | Cuba Ahmed López Reinier Cartaya Yosmani Poll                 | Colombia Rodrigo Barros Jonathan Marín Leonardo Narváez  | Venezuela Alexander Cornieles Rubén Osorio Jhonny Hernández                     |
| Río de Janeiro 2007 | Cuba Ahmed López Julio César Herrera Yosmani Poll             | Venezuela Hersony Canelón Andris Hernández César Marcano | Colombia Leonardo Narváez Hernán Sánchez Marzuki Mejia                          |
| Guadalajara 2011    | Venezuela Hersony Canelón César Marcano Ángel Pulgar          | Stati Uniti Michael Blatchford Dean Tracy James Watkins  | Colombia Jonathan Marín Fabián Puerta Christian Tamayo                          |
| Toronto 2015        | Canada Hugo Barrette Evan Carey Joseph Veloce                 | Venezuela Hersony Canelón César Marcano Ángel Pulgar     | Brasile Flavio Cipriano Kacio Fonseca da Silva Freitas Hugo Vasconcellos Osteti |
| Lima 2019           | Trinidad e Tobago Nicholas Paul Keron Bramble Njisane Phillip | Colombia Rubén Murillo Kevin Quintero Santiago Ramírez   | Brasile Flavio Cipriano Kacio Fonseca da Silva Freitas Joao Da Silva            |

### Velocità a squadre femminile
| Edizione         | Oro                                         | Argento                                      | Bronzo                                 |
| ---------------- | ------------------------------------------- | -------------------------------------------- | -------------------------------------- |
| Guadalajara 2011 | Venezuela Daniela Larreal Mariestela Vilera | Colombia Diana García Orrego Juliana Gaviria | Messico Nancy Contreras Luz Gaxiola    |
| Toronto 2015     | Canada Kate O'Brien Monique Sullivan        | Cuba Marlies Mejías Lisandra Guerra          | Colombia Diana García Juliana Gaviria  |
| Lima 2019        | Messico Luz Gaxiola Jessica Salazar         | Canada Kelsey Mitchell Ameila Walsh          | Colombia Martha Bayona Juliana Gaviria |

### Inseguimento a squadre maschile
| Edición             | Oro                                                                          | Argento                                                                       | Bronzo                                                                       |
| ------------------- | ---------------------------------------------------------------------------- | ----------------------------------------------------------------------------- | ---------------------------------------------------------------------------- |
| Buenos Aires 1951   | Argentina                                                                    | Cile                                                                          | Venezuela                                                                    |
| Messico 1955        | Argentina                                                                    | Uruguay                                                                       | Messico                                                                      |
| Chicago 1959        | Stati Uniti                                                                  | Uruguay                                                                       | Argentina                                                                    |
| San Paolo 1963      | Uruguay                                                                      | Argentina                                                                     | Messico                                                                      |
| Winnipeg 1967       | Argentina                                                                    | Messico                                                                       | Stati Uniti                                                                  |
| Cali 1971           | Colombia                                                                     | Argentina                                                                     | Stati Uniti                                                                  |
| Messico 1975        | Stati Uniti                                                                  | Colombia                                                                      | Messico                                                                      |
| San Juan 1979       | Cile                                                                         | Cuba                                                                          | Argentina                                                                    |
| Caracas 1983        | Stati Uniti                                                                  | Cuba                                                                          | Brasile                                                                      |
| Indianápolis 1987   | Stati Uniti                                                                  | Argentina                                                                     | Brasile                                                                      |
| L'Avana 1991        | Cuba Noel Betancourt Raúl Domínguez Noel de la Cruz Eugenio Castro           | Stati Uniti Chris Coletta Jim Pollak Timothy Quigley Matthew Hamon            | Argentina Gustavo Guglielmone Fabio Placanica Hugo Pratissoli Erminio Suárez |
| Mar de Plata 1995   | Stati Uniti                                                                  | Cuba                                                                          | Brasile                                                                      |
| Winnipeg 1999       | Stati Uniti                                                                  | Cuba                                                                          | Argentina                                                                    |
| Santo Domingo 2003  | Cile Luis Sepúlveda Marco Arriagada Antonio Cabrera Enzo Cesario             | Argentina Ángel Coria Guillermo Brunetta Walter Pérez Edgardo Simón           | Colombia Alexander González José Serpa Arles Castro Juan Forero              |
| Río de Janeiro 2007 | Cile Enzo Cesario Marco Arriagada Luis Sepúlveda Gonzalo Miranda             | Colombia Carlos Alzate Juan Forero Arles Castro Jairo Pérez                   | Venezuela Tomás Gil Richard Ochoa Jaime Rivas Franklin Chacón                |
| Guadalajara 2011    | Colombia Juan Esteban Arango Edwin Ávila Arles Castro Weimar Roldán          | Cile Antonio Cabrera Gonzalo Miranda Pablo Seisdedos Luis Sepúlveda           | Argentina Maximiliano Almada Marcos Crespo Walter Pérez Eduardo Sepúlveda    |
| Toronto 2015        | Colombia Fernando Gaviria Juan Esteban Arango Arles Castro Jhonatan Restrepo | Argentina Mauro Agostini Maximiliano Richeze Juan Darío Merlos Adrián Richeze | Canada Eric Johnstone Sean Mackinnon Rémi Pelletier Edward Veal              |
| Lima 2019           | Stati Uniti John Croom Gavin Hoover Ashton Lambie Adrian Hegyvary            | Colombia Marvin Angarita Bryan Gómez Jordan Parra Brayan Sanchez Juan Arango  | Cile Antonio Cabrera Luis José Rodríguez Felipe Peñaloza Pablo Seisdedos     |

### Inseguimento a squadre femminile
| Edizione         | Oro                                                                   | Argento                                                                | Bronzo                                                          |
| ---------------- | --------------------------------------------------------------------- | ---------------------------------------------------------------------- | --------------------------------------------------------------- |
| Guadalajara 2011 | Canada Laura Brown Jasmin Glaesser Stephanie Roorda                   | Cuba Yudelmis Domínguez Yoanka González Dalila Rodríguez               | Colombia María Luisa Calle Serika Guluma Lorena Vargas          |
| Toronto 2015     | Canada Allison Beveridge Laura Brown Jasmin Glaesser Kirsti Lay       | Stati Uniti Jennifer Valente Sarah Hammer Kelly Catlin Lauren Tamayo   | Messico Sofía Arreola Ingrid Drexel Mayra Rocha Lizbeth Salazar |
| Lima 2019        | Stati Uniti Lily Williams Christina Birch Kimberly Geist Chloé Dygert | Canada Laurie Jussaume Maggie Coles-Lyster Miriam Brouwer Erin Attwell | Colombia Jannie Salcedo Lina Rojas Jessica Parra Lina Hernandez |

### Keirin maschile
| Edizione            | Oro              | Argento         | Bronzo           |
| ------------------- | ---------------- | --------------- | ---------------- |
| Winnipeg 1999       | Marty Nothstein  | John González   | Mario Joseph     |
| Santo Domingo 2003  | Barry Forde      | Giddeon Massie  | Rubén Osorio     |
| Río de Janeiro 2007 | Leonardo Narváez | Cam Mackinnon   | Leandro Botasso  |
| Guadalajara 2011    | Fabian Puerta    | Hersony Canelón | Leandro Botasso  |
| Toronto 2015        | Fabian Puerta    | Hersony Canelón | Hugo Barrette    |
| Lima 2019           | Kevin Quintero   | Hersony Canelón | Leandro Bottasso |

### Keirin femminile
| Edizione            | Oro                | Argento             | Bronzo             |
| ------------------- | ------------------ | ------------------- | ------------------ |
| Santo Domingo 2003  | Tanya Lindenmuth   | Daniela Larreal     | Yumari González    |
| Río de Janeiro 2007 | Gara non disputata | Gara non disputata  | Gara non disputata |
| Guadalajara 2011    | Daniela Larreal    | Luz Daniela Gaxiola | Dana Feiss         |
| Toronto 2015        | Monique Sullivan   | Lisandra Guerra     | Juliana Gaviria    |
| Lima 2019           | Martha Bayona      | Lisandra Guerra     | Yuli Verdugo       |

### Omnium maschile
| Edizione         | Oro                 | Argento       | Bronzo                |
| ---------------- | ------------------- | ------------- | --------------------- |
| Guadalajara 2011 | Juan Esteban Arango | Luis Mansilla | Walter Pérez          |
| Toronto 2015     | Fernando Gaviria    | Ignacio Prado | Gideoni Monteiro      |
| Lima 2019        | Daniel Holloway     | Ignacio Prado | Felipe Peñaloza Yanez |

### Omnium femminile
| Edizione         | Oro              | Argento         | Bronzo         |
| ---------------- | ---------------- | --------------- | -------------- |
| Guadalajara 2011 | Angie González   | Sofia Arreola   | Marlies Mejias |
| Toronto 2015     | Sarah Hammer     | Jasmin Glaesser | Marlies Mejías |
| Lima 2019        | Jennifer Valente | Lizbeth Salazar | Arlenis Sierra |

### Americana maschile
| Edizione            | Oro                                      | Argento                                    | Bronzo                                   |
| ------------------- | ---------------------------------------- | ------------------------------------------ | ---------------------------------------- |
| Winnipeg 1999       | Argentina Gabriel Curuchet Juan Curuchet | Stati Uniti James Carney Brian Whitcomb    | Cile Richard Rodríguez Luis Sepúlveda    |
| Santo Domingo 2003  | Argentina Juan Curuchet Walter Pérez     | Colombia Leonardo Duque Alexander González | Stati Uniti James Carney Colby Pearce    |
| Rio de Janeiro 2007 | Argentina Juan Curuchet Walter Pérez     | Colombia Alexander González José Serpa     | Venezuela Andris Hernández Richard Ochoa |
| Guadalajara 2011    | Gara non disputata                       | Gara non disputata                         | Gara non disputata                       |
| Toronto 2015        | Gara non disputata                       | Gara non disputata                         | Gara non disputata                       |
| Lima 2019           | Cile Antonio Cabrera Felipe Peñaloza     | Stati Uniti Gavin Hoover Adrian Hegyvary   | Colombia Brayan Sanchez Juan Arango      |

### Americana femminile
| Edizione  | Oro                                        | Argento                                   | Bronzo                                  |
| --------- | ------------------------------------------ | ----------------------------------------- | --------------------------------------- |
| Lima 2019 | Stati Uniti Christina Birch Kimberly Geist | Canada Maggie Coles-Lyster Miriam Brouwer | Messico Lizbeth Salazar Jessica Bonilla |

### Inseguimento individuale maschile
| Edición             | Oro                | Argento            | Bronzo             |
| ------------------- | ------------------ | ------------------ | ------------------ |
| Buenos Aires 1951   | Jorge Vallmitjana  | Pedro Salas        | Hernán Llerena     |
| Messico 1955        | Gara non disputata | Gara non disputata | Gara non disputata |
| Chicago 1959        | Gara non disputata | Gara non disputata | Gara non disputata |
| San Paolo 1963      | Gara non disputata | Gara non disputata | Gara non disputata |
| Winnipeg 1967       | Martín Rodríguez   | Juan Merlos        | Radamés Treviño    |
| Cali 1971           | Martín Rodríguez   | Juan Merlos        | Francisco Huerta   |
| Messico 1975        | Balbino Jaramillo  | Francisco Huerta   | Fernando Vera      |
| San Juan 1979       | Claude Langlois    | Fernando Vera      | Juan Rivera        |
| Caracas 1983        | David Grylls       | José Ruiz          | Gabriel Curuchet   |
| Indianápolis 1987   | Gabriel Curuchet   | David Brinton      | Patrick Beauchemin |
| L'Avana 1991        | Raúl Domínguez     | Dirk Copeland      | Miguel Droguett    |
| Mar de Plata 1995   | Ken Bostick        | Walter Pérez       | Brian Walton       |
| Winnipeg 1999       | Dylan Casey        | Walter Pérez       | Marlon Pérez       |
| Santo Domingo 2003  | Edgardo Simón      | Marco Arriagada    | Alexander González |
| Río de Janeiro 2007 | Enzo Cesario       | Tomás Gil          | Fernando Antogna   |

### Inseguimento individuale femminile
| Edizione            | Oro               | Argento          | Bronzo            |
| ------------------- | ----------------- | ---------------- | ----------------- |
| Indianápolis 1987   | Rebecca Twigg     | Kelly-Ann Carter | Enedilma Poveda   |
| L'Avana 1991        | Kendra Kneeland   | Clara Hughes     | Tatiana Fernández |
| Mar de Plata 1995   | Jane Eickhoff     | Yoanka González  | Belem Guerrero    |
| Winnipeg 1999       | Erin Veenstra     | Yoanka González  | Janildes Silva    |
| Santo Domingo 2003  | María Luisa Calle | Yoanka González  | Clara Hughes      |
| Río de Janeiro 2007 | María Luisa Calle | Danielys García  | Dalila Rodríguez  |

### Corsa a punti maschile
| Edición             | Oro              | Argento         | Bronzo          |
| ------------------- | ---------------- | --------------- | --------------- |
| Caracas 1983        | John Beckman     | Juan Curuchet   | Peter Aldridge  |
| Indianápolis 1987   | Federico Moreira | José Youshimatz | Conrado Cabrera |
| L'Avana 1991        | Erminio Suárez   | Jairo Giraldo   | Conrado Cabrera |
| Mar de Plata 1995   | Brian Walton     | Milton Wynants  | Juan Merheb     |
| Winnipeg 1999       | Marlon Pérez     | Luis Martínez   | Milton Wynants  |
| Santo Domingo 2003  | Milton Wynants   | Marco Arriagada | Leonardo Duque  |
| Río de Janeiro 2007 | Andris Hernández | José Serpa      | Milton Wynants  |

### Corsa a punti femminile
| Edizione            | Oro             | Argento               | Bronzo            |
| ------------------- | --------------- | --------------------- | ----------------- |
| Mar de Plata 1995   | Jane Eickhoff   | Belem Guerrero        | Dania Pérez       |
| Winnipeg 1999       | Erin Veenstra   | Belem Guerrero        | María Luisa Calle |
| Santo Domingo 2003  | Clara Hughes    | María Molina de Ortíz | Yoanka González   |
| Río de Janeiro 2007 | Yoanka González | María Luisa Calle     | Belem Guerrero    |

### Chilometro a cronometro maschile
| Edizione           | Oro                 | Argento           | Bronzo            |
| ------------------ | ------------------- | ----------------- | ----------------- |
| Buenos Aires 1951  | Clodomiro Cortoni   | Hernán Messanes   | Jorge Sobrevila   |
| Messico 1955       | Antonio di Micheli  | Octavio Echeverri | Luis Serra        |
| Chicago 1959       | Anesio Argenton     | David Staub       | Ricardo Senn      |
| San Paolo 1963     | Carlos Vásquez      | Roger Gibbon      | Anesio Argenton   |
| Winnipeg 1967      | Roger Gibbon        | Jack Simes        | Carlos Vásquez    |
| Cali 1971          | Jocelyn Lowell      | Leslie King       | Harold Halsey     |
| Messico 1975       | Jocelyn Lowell      | David Weller      | Steve Woznick     |
| San Juan 1979      | Gordon Singleton    | David Weller      | Richard Thormen   |
| Caracas 1983       | Rory O'Reilly       | Marcelo Alexandre | David Weller      |
| Indianápolis 1987  | Curtis Harnett      | Gene Samuel       | Leonard Nitz      |
| L'Avana 1991       | Gene Samuel         | Erin Hartwell     | Germán García     |
| Mar de Plata 1995  | Gil Cordovés        | Erin Hartwell     | Gene Samuel       |
| Winnipeg 1999      | Julio César Herrera | Erin Hartwell     | Doug Baron        |
| Santo Domingo 2003 | Ahmed López         | Christian Stahl   | Benjamín Martínez |

### 500 metri a cronometro femminile
| Edizione           | Oro             | Argento         | Bronzo          |
| ------------------ | --------------- | --------------- | --------------- |
| Winnipeg 1999      | Tanya Dubnicoff | Nancy Contreras | Yumari González |
| Santo Domingo 2003 | Nancy Contreras | Chris Witty     | Yumari González |

## BMX

### BMX maschile
| Edizione            | Oro              | Argento           | Bronzo                 |
| ------------------- | ---------------- | ----------------- | ---------------------- |
| Río de Janeiro 2007 | Jason Richardson | Jonathan Suárez   | José Primera           |
| Guadalajara 2011    | Connor Fields    | Nicholas Long     | Andrés Jiménez Caicedo |
| Toronto 2015        | Tory Nyhaug      | Alfredo Campo     | Nicholas Long          |
| Lima 2019           | Alfredo Campo    | Anderson Ezequiel | Federico Villegas      |

### BMX femminile
| Edizione            | Oro             | Argento           | Bronzo            |
| ------------------- | --------------- | ----------------- | ----------------- |
| Río de Janeiro 2007 | Gabriela Díaz   | Ana Flávia Sgobin | Kimmy Diquez      |
| Guadalajara 2011    | Mariana Pajón   | Arielle Martin    | Gabriela Díaz     |
| Toronto 2015        | Felicia Stancil | Doménica Azuero   | Mariana Díaz      |
| Lima 2019           | Mariana Pajón   | Paola Reis        | Stefany Hernandez |

### BMX stile libero maschile
| Edizione  | Oro          | Argento     | Bronzo        |
| --------- | ------------ | ----------- | ------------- |
| Lima 2019 | Daniel Dhers | Jose Torres | Justin Dowell |

### BMX stile libero femminile
| Edizione  | Oro            | Argento        | Bronzo        |
| --------- | -------------- | -------------- | ------------- |
| Lima 2019 | Hannah Roberts | Macarena Perez | Agustina Roth |

## Mountain bike

### Cross-country maschile
| Edizione            | Oro             | Argento             | Bronzo           |
| ------------------- | --------------- | ------------------- | ---------------- |
| Mar de Plata 1995   | Tinker Juarez   | Andrés Brenes       | Sandro Miranda   |
| Winnipeg 1999       | Steve Larsen    | Carl Swenson        | Chris Sheppard   |
| Santo Domingo 2003  | Jeremiah Bishop | Edivandro Cruz      | Deiber Esquivel  |
| Río de Janeiro 2007 | Adam Craig      | Rubens Valeriano    | Dario Gasco      |
| Guadalajara 2011    | Leonardo Páez   | Maximilliam Plaxton | Jeremiah Bishop  |
| Toronto 2015        | Raphaël Gagné   | Catriel Soto        | Stephen Ettinger |
| Lima 2019           | Gerardo Ulloa   | Henrique Avancini   | Martin Vidaurre  |

### Cross-country femminile
| Edizione            | Oro               | Argento           | Bronzo           |
| ------------------- | ----------------- | ----------------- | ---------------- |
| Mar de Plata 1995   | Alison Sydor      | Juliana Furtado   | Jimena Florit    |
| Winnipeg 1999       | Alison Dunlap     | Alison Sydor      | Jimena Florit    |
| Santo Domingo 2003  | Jimena Florit     | Mary McConneloug  | Francisca Campos |
| Río de Janeiro 2007 | Catharine Pendrel | Mary McConneloug  | Laura Morfin     |
| Guadalajara 2011    | Heather Irminger  | Laura Morfín      | Amanda Sin       |
| Toronto 2015        | Emily Batty       | Catharine Pendrel | Erin Kuck        |
| Lima 2019           | Daniela Campuzano | Sofia Gomez       | Jaqueline Mourão |

## Medagliere 1951-2019
| Pos.  | Nazione           |     |     |     | Totale |
| ----- | ----------------- | --- | --- | --- | ------ |
| 1.    | Stati Uniti       | 57  | 35  | 23  | 115    |
| 2.    | Canada            | 32  | 16  | 19  | 67     |
| 3.    | Colombia          | 28  | 22  | 23  | 73     |
| 4.    | Argentina         | 24  | 23  | 29  | 76     |
| 5.    | Cuba              | 17  | 27  | 27  | 71     |
| 6.    | Venezuela         | 11  | 13  | 15  | 39     |
| 7.    | Trinidad e Tobago | 7   | 8   | 3   | 18     |
| 8.    | Messico           | 6   | 23  | 19  | 48     |
| 9.    | Cile              | 6   | 10  | 12  | 28     |
| 10.   | Uruguay           | 5   | 6   | 7   | 18     |
| 11.   | Barbados          | 2   | 0   | 0   | 2      |
| 12.   | Brasile           | 1   | 10  | 13  | 24     |
| 13.   | Ecuador           | 1   | 2   | 0   | 3      |
| 14.   | Rep. Dominicana   | 1   | 0   | 0   | 1      |
| 14.   | Antille Olandesi  | 1   | 0   | 0   | 1      |
| 16.   | Giamaica          | 0   | 2   | 2   | 4      |
| 17.   | Costa Rica        | 0   | 1   | 1   | 1      |
| 17.   | El Salvador       | 0   | 1   | 1   | 1      |
| 19.   | Guatemala         | 0   | 1   | 0   | 1      |
| 20.   | Perù              | 0   | 0   | 2   | 2      |
| 21.   | Bolivia           | 0   | 0   | 1   | 1      |
| 21.   | Porto Rico        | 0   | 0   | 1   | 1      |
| Total | Total             | 139 | 140 | 167 | 446    |